# Irado
Irado is een afvalverwerkingsbedrijf in Zuid-Holland.
N.V. Irado is in 2000 opgericht door een fusie tussen het Schiedamse bedrijf ONS Milieu en Stadreiniging Vlaardingen.
Irado verzorgt de huishoudelijke afvalinzameling voor de gemeenten Capelle aan den IJssel, Schiedam, Rozenburg en Vlaardingen. Daarnaast onderhouden ze in Schiedam de openbare ruimte en leveren ze diverse diensten aan andere gemeenten en regionale Midden- en Kleinbedrijven in Zuid-Holland.
De organisatie heeft de volgende taken: 
- verstrekken van afvaladvies
- voorlichting aan scholen en burgers
- verzamelpunten voor diverse afvalstromen
- ophaaldienst van huishoudelijk afval
- beheer openbare ruimten

Het hoofdkantoor van Irado bevindt zich in Schiedam.
Irado beheert 4 milieuparken in Capelle aan den IJssel, Schiedam, Rozenburg en Vlaardingen.